# Renaud Ier de Thouars
Pour les articles homonymes, voir Renaud Ier.
Renaud ou Regnault Ier de Thouars est né après 1196 et décédé en 1269. Il est le fils de Guy Ier et d'Alix de Mauléon, et ainsi le petit-fils de Savary Ier de Mauléon.
- 24e vicomte de Thouars : 1256-1269

Il succède à son frère Aimery IX. En 1260, Alphonse de Poitiers n'hésite pas à saisir et exploiter la vicomté à son profit. En effet, Renaud Ier n'a pas les moyens de payer les droits de succession (il devra payer 800 livres par an pendant 8 ans). À la mort de Renaud en 1269, Alphonse de Poitiers, exerçant à nouveau son droit de rachat dans le cadre de la succession, eut la jouissance pendant un an de la Vicomté. Alphonse nomma Robert d'Espinel châtelain de Thouars.
Il épousa Aliénor de Soissons, fille de Jean II de Soissons, comte de Soissons et de Marie, dame de Chimay et dame du Tour ; ils eurent un seul fils :
- Hugues de Thouars, Seigneur de Pouzauges et Tiffauges, mort vers 1318.